# Dougie Thomson
Dougie Thomson (udtales "dugie") (født Douglas Campbell Thomson 24. marts 1951 i Glasgow, Strathclyde, Skotland) var bassist i bandet Supertramp i bandets succesperiode fra 1973 til Supertramps begyndende opløsning i 1988.
Thomsons musikalske karriere begyndte i august 1969 da han kom med i et lokalt Glasgow-band, The Beings. 
I september 1971 begyndte han at spille med The Alan Bown Set hvor han erstattede Andy Brown og arbejdede for første gang kort sammen med sin fremtidige Supertramp-kollega John Helliwell.
I februar 1972 mødte Thomson Supertramp og endte med at spille med bandet på flere koncerter som en midlertidig stand-in. 
I 1973 blev Thomson så en del af Supertramp, da han kom med i bandet som bassist og hjalp også til med forretningsledelse sammen med Dave Margereson. Han overtalte også John Helliwell til at komme med i bandet.
Thomson spillede med Supertramp på Crime of the Century, Crisis? What Crisis?, Even in the Quietest Moments, Breakfast in America, Paris, ...Famous Last Words..., Brother Where You Bound og Free as a Bird.
Efter Supertramp blev opløst i 1988, blev Thomson forlægger i musikindustrien hvor han stiftede Trinity Publishing [kilde mangler] og arbejder med et firma i Chicago.  Han deltog ikke i Supertramps genforening i 1997 til indspilningen af albummet Some Things Never Change.
Han er også en stor ivrig sømand og ejer flere yachts.
Thomson har 3 børn, Emma, James og Kyle. Han arbejder også med JBM management, Managing New Sense, Disturbed, The Fags og Dark New Day.